# 長着
長着（ながぎ）とは、「足首あたりまである丈の長いきもの」のことである。
もともと「丈の長いきもの（衣服）」という意味の語であって、羽織や半纏 、野良着などの「丈の短いきもの」と対比して用いられた表現である。

## 概要
長着は、江戸時代に普及した小袖に由来する。女性用長着（または女装）の場合、着丈の長いものをおはしょりをして着用するが、体格に見あった対丈（ついたけ。おはしょり無しに身丈が合う着方）のものや、おはしょりをせず「裾引き」での着用も行われた。裾引きは上流階級、遊里や花柳界、富裕層においてみられたが、現代では婚礼衣装と花柳界に残るのみである。女性用対丈は旅館の寝間着等を除いてほぼ消滅している。男性用、男装の場合は対丈である。
日本では、洋服が普及する以前の農漁村の庶民の間では、作業時の衣服（＝作業服）としては「二部式」のもの（＝上に着る半身の着物と腰巻・前掛あるいは細い袴。現代風に言えばツーピース）が一般的であり、長着は家で過ごす時の衣服であった。また、それ以外の人々においても、袴を着用する際には、しばしば上半身のみの着物「半着」が用いられた。

## 各部の名称
1. 掛け衿（かけえり）・共衿（ともえり）
2. 衿（ほんえり）・地衿（じえり）
3. 右の前身頃（まえみごろ）
4. 左の前身頃
5. 袖（そで）
6. 袂（たもと）
7. 左の衽（おくみ）
8. 右の衽
9. 剣先（けんさき）
10. 身丈（みたけ）
11. 裄丈（ゆきたけ）
12. 肩幅（かたはば）
13. 袖幅（そではば）
14. 袖丈（そでたけ）
15. 袖口（そでぐち）
16. 袖付（そでつけ）

### 身頃と衽
身頃（みごろ）身頃は、右の前身頃・左の前身頃・後身頃をまとめて呼ぶ言葉。右の身頃と左の身頃の2つの布で構成される。前身頃と後身頃は一枚生地で、肩のところで折られている。
前身頃（まえみごろ）袖を除いた身体の前面を覆う部分。「右の前身頃」と「左の前身頃」に分かれている。
後身頃（うしろみごろ）袖を除いた背中側を覆う部分。基本的に背中心で縫い合わせるが、ウールなどの広幅の生地を用いて作る場合、後身頃が一つの布で構成されているものもある。
衽（おくみ）前身頃の合わせ側に縫いつけられた半幅の布。衿の半ばから裾まで続く。「袵」とも書く。
上前（うわまえ）左の前身頃、衽、衿のうち、前を合わせた時に上になる部分。
下前（したまえ）前を合わせた時に下側になる、右の前身頃と衽のこと。

### 衿
衿（えり）首の周りを囲み、胸元で合わせる細長い布の部分。掛け衿と区別して、「地衿（じえり）」と呼ばれることもある。「襟」とも書く。
掛け衿（かけえり）汚れを防ぐために、地衿の上にさらにつけた衿。表生地と同じ生地（共布）を用いるときは特に「共衿（ともえり）」と呼ばれる。

### 袖

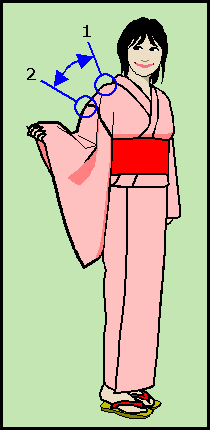
1.人体の肩先
2.袖付けの位置

長着の袖付けの位置は、人体の肩先よりも下がった位置になる。
袖（そで）左右の腕を通す部分。
袖口（そでぐち）手首を出すための開口部。
袖刳（そでぐり）袖を縫いつける身頃の穴。アームホール。
袂（たもと）袖の下部の垂れ下がった袋のようになった部分。

女性用長着。
1.身八つ口 2.振八つ口
八つ口（やつくち）
脇の縫い合わさっていない部分、またはその寸法。身頃側を身八つ口、袖側を振八つ口（または単に振り）という。長着には首の部分・足の部分・右の袖口・左の袖口・右の振八つ口・左の振八つ口・右の身八つ口・左の身八つ口の8つの穴がある。日本語で穴のことを口と呼ぶことがあり、これが八つ口の語源になったといわれる。
身八つ口と振八つ口は女性用の着物と子供用の着物にのみあり、女性用着物の身八つ口は主におはしょりを整えるために、子供用着物の身八つ口は主に紐を通すために利用される。
人形（にんぎょう）袖丈のうち、袖付け以外の閉じた袂の部分。男性用の和服では、身八つ口と振八つ口は閉じられており、振八つ口を閉じた部分のこと。
江戸時代中期までは、男子用の袖は短い元禄袖で、袖丈＝袖付けであったが、次第に袖丈を長くする風潮が生まれ（袖丈54cmのものもあったという）、帯の締め位置が下がりすぎてしまったため、人形を作るようになった。
また、江戸初期までは、女性も成長すると身八つ口と振八つ口を閉じていた。